# بيتر مان (قسيس)
بيتر مان (بالإنجليزية: Peter Mann)‏ هو قسيس نيوزيلندي، ولد في 25 يوليو 1924، وتوفي في 24 أغسطس 1999.